# 21480 Джилтакер
21480 Джилтакер (21480 Jilltucker) — астероїд головного поясу, відкритий 23 квітня 1998 року.
Тіссеранів параметр щодо Юпітера — 3,520.